# Max Bartels jr.
Max Bartels jr. (Pasir Datar bij Soekaboemi in Nederlands-Indië, 7 mei 1902  – Kanchanaburi (Thailand), 6 oktober 1943 was een Duits/Nederlandse zoöloog. 

## Biografie
Bartels was een zoon van ornitholoog Max Eduard Gottlieb Bartels. In 1921 werd het gezin tot Nederlanders genaturaliseerd. Hij was als jonge man nauw betrokken bij het natuurhistorisch onderzoek van zijn vader. Tussen 1925 en 1929 studeerde hij dierkunde aan de Universiteit van Bern waar hij in 1929 cum laude promoveerde op onderzoek aan de gewone doolhofspin (Agelena labyrinthica). Tot 1932 verbleef hij in Zwitserland, daarna reisde hij terug naar Nederlands-Indië. 
Omdat hij financieel onafhankelijk was, sloeg hij het aanbod van een betrekking bij 's Lands Plantentuin in Buitenzorg af. Hij deed onderzoek vooral ook aan zoogdieren en publiceerde daarover. Ook uit zijn periode in Zwitserland zijn publicaties over vogels onder andere over de notenkraker en de alpengierzwaluw. Verder beschreef hij Javaanse ondersoorten van vogels zoals Javaanse bospatrijs (Arborophila javanica lawuana). Later deed hij meer onderzoek aan zoogdieren op Java en was daarnaast een liefhebber van de jacht op groot wild.
Nadat Nederland in 1941 aan Japan de oorlog verklaarde, moesten Nederlandse mannen van zijn leeftijdsklasse dienst nemen in het KNIL. Eind februari 1942 werd Java door de Japanners veroverd. In augustus 1942 werd Max als  krijgsgevangene te werk gesteld aan de Birmaspoorweg. Hij stierf in oktober 1943 op 41-jarige leeftijd in een krijgsgevangenkamp in Thailand aan malaria en werd begraven op de erebegraafplaats Chungkai.
- Gemeinsame Normdatei: 117767417
- International Standard Name Identifier: 0000 0000 0979 2041
- Nederlandse Thesaurus van Auteursnamen: 079886604
- Virtual International Authority File: 35242552